# Mordechaj Geldman
Mordechaj Geldman (hebrejsky מרדכי גלדמן‎, 16. dubna 1946, Mnichov, Německo – 8. října 2021, Tel Aviv, Izrael) byl izraelský umělec, spisovatel, básník, fotograf a psycholog.

## Biografie
Narodil se v Mnichově v táboře pro osvobozené osoby bez domova (Displaced Persons camp) polským rodičům, kteří přežili holokaust. V roce 1949 podnikl s rodinou aliju do Izraele, kde se usadili v Tel Avivu, který je od té doby Geldmanovým bydlištěm. Vystudoval bakalářský obor literatury a magisterský obor klinické psychologie na Bar-Ilanově univerzitě.
Po studiích působil šest let jako psychoterapeut. Později založil skupinu pro výběr manažerů Pilat a působil jako klinický psycholog v armádním centru pro psychické zhodnocení starších důstojníků. Naposledy pracoval jako nezávislý psychoterapeut, využívající metody psychoanalýzy.
Geldmanova poezie je filosofická, psychologická a existencialistická. Kombinuje spisovnou a hovorovou hebrejštinu a někdy dokonce i slang. Vydal 11 sbírek poezie a 6 beletristických knih. Za svou literární činnost získal roku 1983 Chomského cenu za poezii, roku 1996 Cenu ministerského předsedy, v roce 1997 mu byla udělena Brennerova cena, v roce 2004 Amichaiova cena a v roce 2010 získal Bialikovu cenu.
Jako výtvarný umělec se věnoval plastikám, keramice a fotografování. Jeho fotografie byly například vystaveny v Telavivském muzeu umění. Mimo to působil jako umělecký kritik deníku Haaretz.

## Dílo
Uvedený seznam vychází z informací Institutu pro překlad hebrejské literatury:

### Poezie
- זמן הים וזמן היבשה‎ (Čas moře a čas pevniny, 1970)
- צפור‎ (Pták, 1975)
- חלון‎ (Okno, 1980)
- שירים 1983-1966‎ (Písně 1966–1983, 1983)
- מילנו‎ (Milán, 1988)
- עין‎ (Oko, 1993)
- ספר שאל‎ (Kniha otázek, 1997)
- זמן‎ (Čas, 1997) s ilustracemi Moše Geršunyho
- שירי האבל‎ (Smuteční písně, 2000) s ilustracemi Pesacha Slavoskyho
- הו קירי יקירי‎ (Oh, Kiri, drahá, 2000)
- שיר הלב‎ (Píseň srdce, 2004)

### Beletrie
- מראה אפלה‎ (Temný pohled, 1995)
- ספרות ופסיכואנליזה‎ (Literatura a psychoanalýza, 1998)
- אוכל אש, שותה אש‎ (Požírač ohně, piják ohně, 2002)
- העצמי האמיתי ועצמי האמת‎ (Pravé já a pravé já, 2006)
- ויהי במראת הכסף‎: Bianca Eshel Gershuny (Ve stříbrném zrcadle: Bianca Eshel Gershuny, 2007)
- נופי השרון‎: Helen Berman (Krajiny Sharon: Helen Berman, 2009)